# Wortley (South Yorkshire)
Wortley – wieś w Anglii, w hrabstwie ceremonialnym South Yorkshire, w dystrykcie metropolitalnym Barnsley. Leży 12 km na północ od miasta Sheffield i 240 km na północny zachód od Londynu. W 2001 miejscowość liczyła 579 mieszkańców.